# Arquidiocese de Saint-Boniface
A Arquidiocese de Saint-Boniface (Archidiœcesis Sancti Bonifacii) é uma circunscrição eclesiástica da Igreja Católica situada em Winnipeg, Manitoba, Canadá. Seu atual arcebispo é Albert LeGatt. Sua Sé é a Catedral Basílica de São Bonifácio.
Possui 77 paróquias servidas por 131 padres, contando com 445 mil habitantes, com 25,5% da população jurisdicionada batizada.

## História
O vicariato apostólico do Noroeste foi eregido em 16 de abril de 1844 com o breve Ex debito do Papa Gregório XVI, recebendo território da arquidiocese de Quebec.
Em 4 de junho de 1847 o vicariato apostólico foi elevado a diocese, com o nome de diocese de Saint-Boniface.
Em 8 de abril de 1862 cede uma parte do seu território em vantagem da ereção do vicariato apostólico de Athabaska-Mackenzie (atual arquidiocese de Grouard-McLennan).
Em 22 de setembro de 1871 cedeu outra parte de território em vantagem da ereção da diocese de Saint Albert (atual arquidiocese de Edmonton) e ao mesmo tempo é elevada ao posto de arquidiocese metropolitana.
Em 11 de julho de 1882, em 4 de junho de 1891, em 4 de março de 1910, em 4 de dezembro de 1915 e em 29 de abril de 1952 cedeu várias partes de território para a ereção respectivamente do vicariato apostólico de Pontiac (atual diocese de Pembroke), do vicariato apostólico de Saskatchewan (atual diocese de Prince Albert), da diocese de Regina (hoje arquidiocese), da arquidiocese de Winnipeg e da diocese de Fort William (atual diocese de Thunder Bay).
Trata-se de um raro caso de arquidiocese metropolitana sem sufragâneas.

## Prelados
| #                      | Nome                                    | Período    | Notas                                     |
| Arcebispos             | Arcebispos                              | Arcebispos | Arcebispos                                |
| ---------------------- | --------------------------------------- | ---------- | ----------------------------------------- |
| 7º                     | Albert LeGatt                           | 2009-atual |                                           |
| 6º                     | Émilius Goulet, P.S.S.                  | 2001-2009  |                                           |
| 5º                     | Antoine Hacault †                       | 1974-2000  |                                           |
| 4º                     | Maurice Baudoux †                       | 1955-1974  |                                           |
| 3º                     | Arthur Béliveau †                       | 1915-1955  |                                           |
| 2º                     | Louis Philip Adélard Langevin, O.M.I. † | 1895-1915  |                                           |
| 1º                     | Alexander-Antonine Taché, O.M.I. †      | 1871-1894  |                                           |
| Arcebispos-coadjutores |                                         |            |                                           |
|                        | Antoine Hacault                         | 1972-1974  |                                           |
|                        | Maurice Baudoux                         | 1952-1953  |                                           |
|                        | Georges Cabana                          | 1941-1952  | Nomeado Arcebispo-coadjutor de Sherbrooke |
|                        | Emile Yelle , PSS                       | 1933-1941  | Renunciou                                 |
| Bispos-auxiliares      |                                         |            |                                           |
|                        | Antoine Hacault                         | 1964-1972  | Elevado a Arcebispo-coadjutor             |
|                        | Arthur Béliveau                         | 1913-1915  | Elevado a Arcebispo                       |
| Bispos                 |                                         |            |                                           |
| 2º                     | Alexander-Antonine Taché, O.M.I. †      | 1853-1871  |                                           |
| 1º                     | Joseph Norbert Provencher †             | 1844-1853  |                                           |
| Bispo-coadjutor        |                                         |            |                                           |
|                        | Alexandre Antonin Taché , OMI           | 1850-1853  |                                           |
|                        | Vital-Justin Grandin , OMI              | 1857-1871  | Nomeado Bispo de Santo Alberto            |